# Коммерческий кредит
Коммерческий кредит — разновидность кредита, суть которого состоит в передаче одной стороной (кредитором) другой стороне (заёмщику) денежных сумм или других вещей, определяемых родовыми признаками.
В соответствии со ст. 823 Гражданского Кодекса РФ коммерческий кредит предоставляется в виде аванса, предварительной оплаты, отсрочки и рассрочки оплаты товаров, работ или услуг, если иное не установлено законом.

## Определение
Коммерческий кредит — кредитные отношения между субъектами по поводу отсрочки платежа за товары, работы или услуги.
Коммерческий кредит— разновидность кредита, суть которого состоит в передаче одной стороной (кредитором) другой стороне (заёмщику) денежных сумм или других вещей, определяемых родовыми признаками.

## Предпосылки возникновения
Причиной возникновения коммерческого кредита является различие в сроках производства и реализации товара у различных производителей, разница в продолжительности производственного цикла. Коммерческий кредит способствует реализации товара, ускоряя процесс рыночного обмена.

## Способ предоставления
По способу предоставления он подразделяется на коммерческий кредит с использованием:
- векселя;
- открытого счета;
- скидки при условии оплаты в определённый срок;
- сезонного варианта;
- или в виде консигнации.

## Преимущества коммерческого кредита
Коммерческий кредит в товарной форме имеет определённые ограничения в размере. Он ограничен размером товарного капитала или резервного капитала кредитора.
Расширению возможностей использования коммерческого кредита способствуют кредитные средства обращения и платежа: вексель, чек. Они используются не только как средство получения платежа, но и как средство обращения, благодаря способности обращаться.
Коммерческий кредит играет положительную роль в условиях отсутствия полноценной кредитной системы. Благодаря ему обеспечивается непрерывность кругооборота и оборота средств в промышленности и торговле. Так, коммерческий кредит сыграл положительную роль в восстановлении народного хозяйства после гражданской войны, в период НЭПа. Он широко применялся не только в частном секторе, но и при продаже продукции государственного сектора.

## Особенности коммерческого кредита
Частые случаи просрочки платежа указывают на то, что коммерческий кредит не следует расценивать как полностью договорную и не связанную с проектом будущих взаимоотношений продавца и покупателя разовую коммерческую
операцию. В большинстве случаев коммерческий кредит является сверхконтрактным и латентно-неформальным видом кредита, а текущие бизнес-отношения участников которого лишь обозначают реальные намерения и ожидания субъектов
такого взаимодействия. Переговоры, задержка платежа и повторные переговоры становятся фактически обязательными этапами в сценарии взаимодействия сторон. Контрактные и институциональные условия сделки следует рассматривать скорее как базис, устанавливающий статус-кво и определяющий выплаты в случае непреодолимых разногласий, чем как фактические условия сделки. Еще одной особенностью является невозможность расчета реальной цены контракта, которая также указывает на то, что коммерческий кредит не является в полной мере договорным соглашением между продавцом и покупателем. Принятие решения о предоставлении коммерческого кредита должно включать управление рисками.